# Maison Rassenfosse
La maison Rassenfosse est une réalisation de l'architecte Paul Jaspar de style néo-mosan-Art nouveau située à Liège en Belgique.

## Histoire
La maison Rassenfosse est réalisée par l'architecte Paul Jaspar à la demande de l'artiste Armand Rassenfosse en 1899. Rassenfosse y résida 
jusqu'à sa mort en 1934.
La maison reste dans le patrimoine familial jusqu'en 2009. La petite-fille de l'artiste, Claire Rassenfosse, lègue l'édifice, ainsi que l'ensemble de son contenu, à la Fondation Roi Baudouin.
Elle est reprise sur la liste du patrimoine immobilier classé de Liège depuis le 20 février 2009.
En 2018, la Fondation Roi Baudouin annonce avoir rassemblé les fonds nécessaires pour restaurer complètement le bâtiment à l'identique. Le bâtiment devrait servir après travaux de lieu culturel.

## Situation
Cette maison se trouve au no 366 de la rue Saint-Gilles, une artère commerçante de la ville.

## Description
Cet immeuble compte pour la partie habitation trois niveaux et demi de deux travées et une travée plus étroite de quatre niveaux pour la partie atelier.
Le mobilier est conçu par l'ami de l'artiste, Gustave Serrurier-Bovy.
Une des particularités du bâtiment est sa façade asymétrique et la distinction entre la partie habitation et l'atelier de l'artiste. Les deux éléments possèdent leur propre entrée et leur propre escalier. 